# Antoszja
Antoszja (ukránul: Антося) falu Ukrajna nyugati részén, a Lvivi terület Brodi járásában. Brodi járási központtól 18,7 km-re északre fekszik. Lakossága a 2001-es népszámláláskor 166 fő volt, mind ukrán nemzetiségű. Önálló önkormányzata nincs, a Komarivkai Községi Tanácshoz tartozik. A település 600 körül jött létre. 1918–1939 között Lengyelország Tarnopoli Vajdaságához tartozott.

## Külső hivatkozások
- Antoszja az Ukrán Legfelsőbb Tanács közigazgatási adatbázisában